# ثيا كيلنر
ثيا كيلنر هي مبارزة بالسيف رومانية، (و. 1914  م).

## وصلات خارجية
- ثيا كيلنر على موقع أوليمبيديا (الإنجليزية)